# Alstom Citadis 100
Alstom Citadis 100 je serija djelomično niskopodnog tramvaja kojega je od 1999. do 2001. proizvodila tvrtka Alstom Konstal. Tramvaj je odvojen od tipa Konstal 116N.
Kasnija proizvodnja se odvijala u dvije serije (tip NGd99: 1999. do 2000., tip 116Nd: 2000. do 2001.). Rađeni su za Gdanjsk i gornjošlesku konurbaciju. Tramvaj 116Nd je također testiran u Szczecinu.

## Konstrukcija
Alstom Citadis 100 je jednosmjerni, zglobni, osmoosovinski motorni tramvaj koji je dijelom niskopodan (70 ÷ 73% poda). Pod je visok 340 mm (tip NGd99) ili 590 mm (tip 116Nd) iznad kolosijeka. Tramvaji 116Nd su opremljeni tiristorima IGBT koji vraćaju snagu kočenja u kontaktnu mrežu.

## Prodaja tramvaja
Od 1998. do 2000. godine je bilo proizvedeno 29 tramvaja.
| Država  | Grad                     | Tip   | Godine prodaje | Prodano vozila | Garažni brojevi | Izvor |
| ------- | ------------------------ | ----- | -------------- | -------------- | --------------- | ----- |
| Poljska | Gdańsk                   | NGd99 | 1999. – 2000.  | 4              | 1001-1004       | [ 1 ] |
| Poljska | gornjošleska konurbacija | 116Nd | 2000. – 2001.  | 16             | 800-816         | [ 1 ] |

## Galerija
- Vrata tramvaja NGd99
- NGd99 iznutra
- NGd99 iznutra
- NGd99 u Gdanjsku
- 116Nd u Bytomu